# Willy Rösingh
Willy Rösingh   (Amsterdam, 2 de desembre de 1900 - Amsterdam, 5 de juny de 1976) fou un remer neerlandès que va competir durant la dècada de 1920.
El 1924 va prendre part en els Jocs Olímpics de París, on disputà la prova del dos sense timoner del programa de rem. Formant parella amb Teun Beijnen guanyà la medalla d'or.